# Убен, Макс
Макс Убен (фр. Max Houben; 5 мая 1898 — 10 февраля 1949) — бельгийский автогонщик, легкоатлет, футболист и бобслеист, серебряный призёр зимних Олимпийских игр 1948 года. Один из самых возрастных призёров зимних Олимпийских игр (48 лет и 278 дней на момент завоевания олимпийской медали).

## Спортивная карьера

### Футбол
| Клубная карьера | Клубная карьера        | Клубная карьера        |
| --------------- | ---------------------- | ---------------------- |
| 1919—1923       | Вервьетуа              | Вервьетуа              |
| 1923—1925       | Рояль Юнион Сен-Жиллуа | Рояль Юнион Сен-Жиллуа |
| 1925—1926       | Вервьетуа              | Вервьетуа              |
| 1926—1929       | Рояль Юнион Сен-Жиллуа | Рояль Юнион Сен-Жиллуа |
| 1929—1931       | Расинг                 | Расинг                 |
| 1931—1936       | Вервьетуа              | Вервьетуа              |
| 1919—1936       | Итого                  | 190 (40)               |

Убен играл в футбол, выступая за бельгийские клубы «Рояль Юнион Сен-Жиллуа», «Вервьетуа» и «Расинг». За всю карьеру в 190 играх забил 40 голов.

### Автоспорт
Как автогонщик Убен был известен участием в гонках на выносливость 24 часа Спа.

### Лёгкая атлетика
Убен был чемпионом Бельгии по бегу на 100 м. Он выступал на Олимпиаде 1920 года в дисциплинах 200 м (четвертьфинал) и эстафете 4 × 100 м (полуфинал).

### Бобслей
В составе бобслейных экипажей Убен выступал на зимних Олимпиадах с 1928 по 1948 годы, став первым бельгийцем — участником и летних, и зимних Олимпийских игр. В довоенные годы он не блистал на бобслейных турнирах Олимпиад, его максимальным достижением стало 5-е место на Олимпиаде в Гармиш-Партенкирхене в 1936 году. После войны в 1947 году он завоевал на чемпионате мира в Санкт-Морице серебряную медаль экипажей четвёрок и бронзовую медаль экипажей двоек. В 1948 году он добился наконец успеха и на Олимпиаде, завоевав серебряные медали соревнований четвёрок в Санкт-Морице.

## Смерть и память
10 февраля 1949 года Макс Убен выступал в соревнованиях двоек на чемпионате мира в Лейк-Плэсиде вместе с Жаком Муве. Их боб вылетел с трассы и перевернулся. Убен получил травмы, несовместимые с жизнью, и скончался на месте. Муве получил перелом черепа и серьёзную травму спины. Сборная Бельгии после трагедии покинула турнир.
В память о случившемся по просьбе властей Лейк-Плэсида кубок, присуждаемый чемпионам мира среди экипажей двоек, получил имя Макса Убена